# Temporada 1966-67 de los Chicago Bulls
La temporada 1966-67 fue la primera de los Chicago Bulls en la NBA. La temporada regular acabaron con 33 victorias y 38 derrotas, ocupando la cuarta posición de la División Oeste y clasificándose para los playoffs, donde perdieron en semifinales de división ante St. Louis Hawks.

## Elecciones en elDraft
| Ronda | Puesto | Jugador         | Posición | Nacionalidad   | Universidad   |
| ----- | ------ | --------------- | -------- | -------------- | ------------- |
| 1     | 10     | Dave Schellhase | G        | Estados Unidos | Purdue        |
| 2     | 20     | Erwin Mueller   | F/C      | Estados Unidos | San Francisco |

## Temporada regular
| División Oeste           | División Oeste | División Oeste | División Oeste | División Oeste | División Oeste | División Oeste | División Oeste | División Oeste |
| Equipo                   | G              | P              | %              | PD             | Casa           | Fuera          | Neutral        | Div            |
| ------------------------ | -------------- | -------------- | -------------- | -------------- | -------------- | -------------- | -------------- | -------------- |
| x-San Francisco Warriors | 44             | 37             | .543           | –              | 18–10          | 11–19          | 15–8           | 24–12          |
| x-St. Louis Hawks        | 39             | 42             | .481           | 5              | 18–11          | 12–21          | 9–10           | 21–15          |
| x-Los Angeles Lakers     | 36             | 45             | .444           | 8              | 21–18          | 12–20          | 3–7            | 14–22          |
| x-Chicago Bulls          | 33             | 48             | .407           | 11             | 17–19          | 9–17           | 7–12           | 17–19          |
| Detroit Pistons          | 30             | 51             | .370           | 14             | 12–18          | 9–19           | 9–14           | 14–22          |

## Playoffs

### Semifinales de División
St. Louis Hawks vs. Chicago Bulls 
| Fecha       | Partido                                | Ciudad    |
| ----------- | -------------------------------------- | --------- |
| 21 de marzo | St. Louis Hawks 114, Chicago Bulls 100 | St. Louis |
| 23 de marzo | Chicago Bulls 107, St. Louis Hawks 113 | Chicago   |
| 25 de marzo | St. Louis Hawks 119, Chicago Bulls 106 | St. Louis |
|             | St. Louis Hawks gana las series 3-0    |           |

## Estadísticas
| Rk | Jugador         | Edad | P  | PT | MP   | TC  | TCI  | %TC  | TL  | TLI | %TL  | RB  | AS   | FP  | PTS  |
| 1  | Guy Rodgers     | 31   | 81 |    | 37.8 | 6.6 | 17.0 | .391 | 4.7 | 5.9 | .806 | 4.3 | 11.2 | 3.0 | 18.0 |
| 2  | Jerry Sloan     | 24   | 80 |    | 36.8 | 6.6 | 15.2 | .432 | 4.3 | 5.3 | .796 | 9.1 | 2.1  | 3.7 | 17.4 |
| 3  | Bob Boozer      | 29   | 80 |    | 30.6 | 6.7 | 13.8 | .487 | 4.5 | 5.8 | .781 | 8.5 | 1.1  | 2.7 | 18.0 |
| 4  | Erwin Mueller   | 22   | 80 |    | 26.7 | 5.3 | 12.0 | .441 | 2.1 | 3.3 | .658 | 6.2 | 1.6  | 2.8 | 12.7 |
| 5  | Don Kojis       | 28   | 78 |    | 21.2 | 4.2 | 9.9  | .426 | 1.7 | 2.8 | .604 | 6.1 | 0.9  | 2.6 | 10.2 |
| 6  | Jim Washington  | 23   | 77 |    | 19.2 | 3.3 | 7.8  | .417 | 1.1 | 2.1 | .553 | 6.1 | 0.7  | 2.4 | 7.7  |
| 7  | Keith Erickson  | 22   | 76 |    | 19.1 | 3.1 | 8.4  | .367 | 1.5 | 2.1 | .736 | 4.5 | 1.6  | 2.6 | 7.7  |
| 8  | McCoy McLemore  | 24   | 79 |    | 17.5 | 3.3 | 8.5  | .385 | 2.7 | 3.4 | .772 | 4.7 | 0.8  | 2.4 | 9.2  |
| 9  | Barry Clemens   | 23   | 60 |    | 16.4 | 3.1 | 7.4  | .419 | 1.1 | 1.5 | .756 | 3.4 | 0.7  | 2.4 | 7.3  |
| 10 | Gerry Ward      | 25   | 76 |    | 13.7 | 1.5 | 4.0  | .381 | 1.1 | 1.8 | .630 | 2.4 | 1.7  | 2.2 | 4.2  |
| 11 | George Wilson   | 24   | 43 |    | 10.4 | 1.8 | 4.5  | .399 | 1.0 | 1.6 | .643 | 3.8 | 0.3  | 1.7 | 4.6  |
| 12 | Len Chappell    | 26   | 19 |    | 9.4  | 2.1 | 4.7  | .449 | 0.7 | 1.1 | .667 | 2.0 | 0.6  | 1.6 | 4.9  |
| 13 | Nate Bowman     | 23   | 9  |    | 7.2  | 0.9 | 2.3  | .381 | 0.7 | 0.9 | .750 | 3.1 | 0.2  | 2.0 | 2.4  |
| 14 | Dave Schellhase | 22   | 31 |    | 6.8  | 1.3 | 3.6  | .360 | 0.5 | 0.7 | .636 | 0.9 | 0.7  | 0.9 | 3.0  |

## Galardones y récords
| Jugador       | Galardón                            |
| Red Kerr      | Entrenador del Año de la NBA        |
| Erwin Mueller | Mejor quinteto de rookies de la NBA |
| Guy Rodgers   | All-Star                            |
| Jerry Sloan   | All-Star                            |